# Acacia saxatilis
Acacia saxatilis é uma espécie de leguminosa do gênero Acacia, pertencente à família Fabaceae.